# Debut-Quadrille
Die Debut-Quadrille ist eine Quadrille von Johann Strauss (Sohn) (op. 2). Sie  wurde am 15. Oktober 1844 in Dommayers Casino in Wien erstmals aufgeführt.

## Einzelnachweis
1. ↑  Quelle: Englische Version des Booklets (Seite 13) in der 52 CDs umfassenden Gesamtausgabe der Orchesterwerke von Johann Strauß (Sohn), Hrsg. Naxos (Label). Das Werk ist als vierter Titel auf der 1. CD zu hören.